# Колешки савјетник
Колешки савјетник (рус. коллежский советник) је био грађански чин VI класе у Табели рангова у Руској Империји. Обраћало му се са Ваше високоблагородје.
Овај грађански чин је одговарао чину пуковника (у војсци) и капетана I ранга (у морнарици). Након што је Петар Велики увео колегијуме као органе врховне државне управе (1717), створен је и чин савјетника у колегијуму (рус. советник в коллегии). Назив колешки савјетник је добио 1797. године.
Чин колешког савјетника обично се додјељивао грађанским чиновницима који су служили у војним надлештвима. Поред тога, колешки савјетници могли су вршити и дужности начелника одјељења, тужилаца и обер-секретара Сената. Овај чин је могао добити и срески предводник племства у свом другом трећегодишњем мандату. Добијањем чина стицало се и лично племство.
Чин колешког савјетника био је укинут декретом Совјета народних комесара од 11/24. новембра 1917. године.